# Eskilsby och Snugga
Eskilsby och Snugga è un'area urbana della Svezia situata nel comune di Härryda, contea di Västra Götaland.
La popolazione rilevata nel censimento 2010 era di 220 abitanti .